# یواس‌ان‌اس نپتون (ای‌آرسی-۲)
یواس‌ان‌اس نپتون (ای‌آرسی-۲) (به انگلیسی: USNS Neptune (ARC-2)) یک کشتی بود که طول آن ۳۶۲ فوت ۰ اینچ (۱۱۰٫۳۴ متر) بود. این کشتی در سال ۱۹۴۵ ساخته شد.